# Christian Blache
Pour les articles homonymes, voir Blache.
Christian Vigilius Blache (né le 1er février 1838 et mort le 14 mars 1920) est un peintre de marine danois. Après avoir étudié à l'Académie avec C.F. Sørensen, il voyagea peignant des bateaux et des paysages marins au Danemark ainsi qu'en Écosse, en Islande et aux Îles Féroé. Il est l'un des premiers à s'être rendu à Skagen dans le nord du Jutland où une communauté d'artistes émergera un peu plus tard.

## Enfance et éducation
Né à Aarhus, Blache était le fils du directeur de l'école de la cathédrale. Après le lycée en 1857 il commença à travailler comme apprentis dans un chantier naval. Il entra à l'Académie royale des beaux-arts du Danemark en 1861 où il suivit les cours de C.F. Sørensen ; il fut diplômé en 1867. Il voyagea à travers l'Europe en 1872.

## Carrière

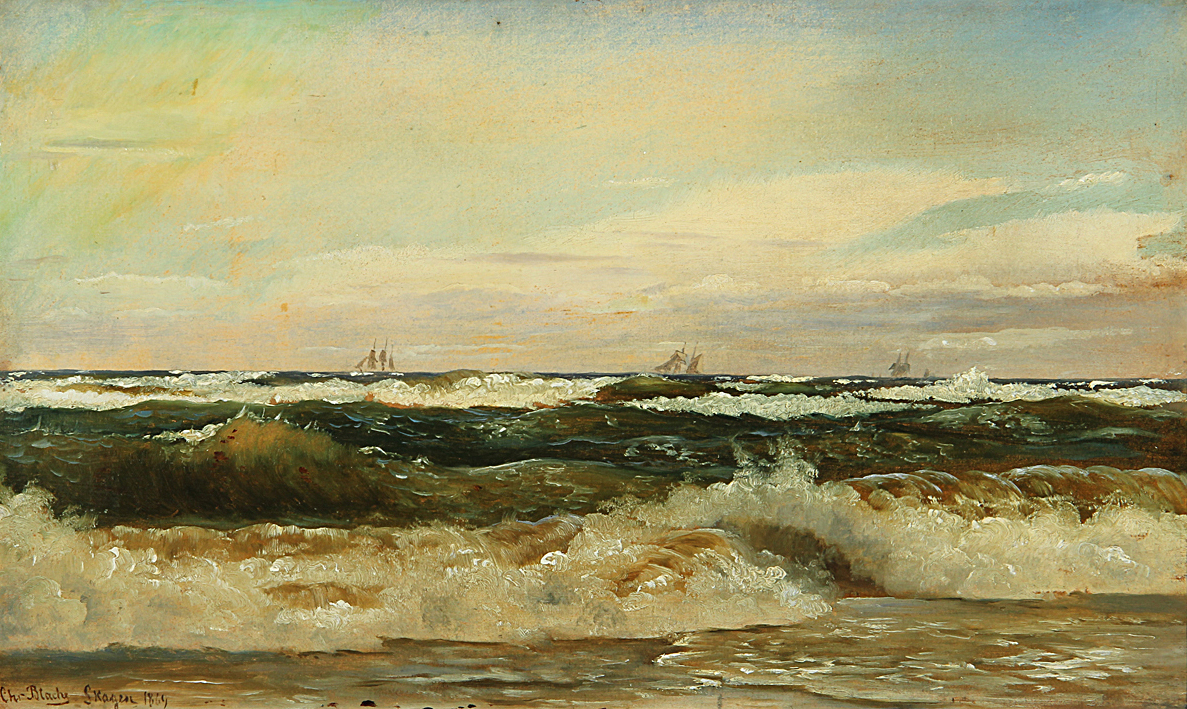
Christian Blache : Bateaux sur la mer, vue depuis la plage de Skagen (1869).

Blache appartenait à la jeune génération des peintres classiques de marine danois mais il avait étudié avec un des premiers maitres de cette école, C.F. Sørensen. Comme ses collègues il avait une bonne connaissance des bateaux et choisissait ses sujets principalement dans les eaux et les côtes danoises. Il a voyagé à travers le Danemark, peignant de nombreuses œuvres acclamées de la côte ouest du Jutland. Certaines de ses peintures les plus dramatiques représentent des scènes de tempêtes. Il voyagea à Paris en 1878 pour voir les peintures de l'Exposition Universelle
À partir de 1863 il commença à exposer à Charlottenborg et ce presque chaque année jusqu'en 1920, montrant plus de deux cents peintures. En 1888, il reçoit la médaille Eckersberg,.
Fra Begtrupvig ved Hels (1864) et Panserskibet Ivar Huilfeldt passerer Forbjerget Stat i en Storm (1893) font partie de ces peintures les plus connues.

## Skagen
Blache est un des premiers artistes à aller à Skagen dans le nord du Jutland où une communauté d'artistes émerge à la fin des années 1870. C'est par lui que Holger Drachmann visita la ville pour la première fois en 1871. Une des peintures la plus emblématique du Musée de Skagen est son Skagens grå fyr (1869).